# 第八代卡多根伯爵查尔斯·卡多根
第八代卡多根伯爵查尔斯·杰拉德·约翰·卡多根，KBE，DL（1937年3月24日—2023年6月11日），英国亿万富翁、贵族和地主。在1997年之前，查尔斯·卡多根被称为切尔西子爵。他也是伊斯兰教什叶派和伊斯玛仪派精神领袖阿迦汗四世的表弟。

## 人物简介
查尔斯·卡多根出生于1937年3月24日，他是第七代卡多根伯爵威廉·卡多根与普丽姆罗丝·莉莲·亚德-布勒（Primrose Lilian Yarde-Buller）的儿子。在他于1997年7月4日在其父死后继承卡多根伯爵爵位之前被称为切尔西子爵（Viscount Chelsea）。查尔斯·卡多根曾就读于拉德格罗夫学校和伊顿公学。
卡多根曾是冷溪卫队的少尉。他于1996年被任命为大伦敦的副郡尉，并且他还在1981年至1982年期间担任切尔西俱乐部的主席，同时也是萨福克郡卡尔福德学校的校长。在1990年代的一段时间里，他还拥有总部位于贝德福德郡的高端软垫家具制造商彼得公会公司（Peter Guild Ltd）。
在《星期日泰晤士报》所发布的2009年英国富豪榜上，卡多根家族以预估20亿英镑的财富位列第14名。 他是仅次于第七代威斯敏斯特公爵休·格罗夫纳和班福德男爵的英国第三富裕的英国贵族。卡多根家族的主要财富来自于卡多根地产，这家公司管理着伦敦富人区切尔西的大片土地，这其中就包括斯隆街和卡多根厅。
而根据彭博社的报道，截至查尔斯·卡多根去世时，他拥有约57.5亿美元的财富。
查尔斯·卡多根于2023年6月11日去世，享年86岁。

## 荣誉奖励
- 救世军杰出辅助服务十字勋章（1970年）：表彰其为救世军所提供的非救援任务杰出服务

- 大英帝国爵级司令勋章（2012年）：表彰其慈善服务[8]

## 婚姻子女
1963年6月6日，查尔斯·卡多根与菲利帕·瓦洛普夫人（Lady Philippa Wallop）结婚。 菲利帕·瓦洛普夫人是第九代朴茨茅斯伯爵杰拉德·瓦洛普的女儿。他们共同育有三个子女：安娜-卡琳娜·卡多根夫人（Lady Anna-Karina Cadogan）、第九代卡多根伯爵爱德华·查尔斯·卡多根（Edward Charles Cadogan, 9th Earl Cadogan）和威廉·约翰·卡多根（William John Cadogan）。
在菲利帕·瓦洛普夫人于1984年逝世后，查尔斯·卡多根在1989年迎娶了他的第二任妻子詹妮弗·简·格雷格·雷（Jennifer Jane Greig Rae）。 不过他们在1994年离婚，而查尔斯·卡多根也在同年迎娶了他的第三任妻子多萝西·安·希普西（Dorothy Ann Shipsey）；她是爱德华七世医院的护士长。